# Actuant
Actuant Corporation, (NYSE: ATU), är ett amerikanskt multinationellt konglomerat som designar, tillverkar och levererar industriella produkter och –system åt olika slutkunder inom de industriella–, energi–, elektriska– och teknikmarknaderna.